# Kuusikkosaari (ö i Lappland, Östra Lappland, lat 65,95, long 27,83)
Kuusikkosaari är en ö i Finland. Den ligger i sjön Laivajärvi och i kommunen Posio i den ekonomiska regionen  Östra Lapplands ekonomiska region  och landskapet Lappland, i den norra delen av landet, 700 km norr om huvudstaden Helsingfors. Öns area är 0,8 hektar och dess största längd är 120 meter i sydväst-nordöstlig riktning.